# Atlantic and St. Lawrence Railroad
Atlantic and St. Lawrence Railroad era una società ferroviaria americana che, assieme alla omologa canadese St. Lawrence and Atlantic Railway, costruì la ferrovia tra Portland (Maine), sull'Atlantico, e Montréal, sul fiume San Lorenzo. I maggiori centri serviti furono, Portland e Lewiston in Maine; Berlin in New Hampshire; Island Pond in Vermont; Sherbrooke e Montréal in Québec.

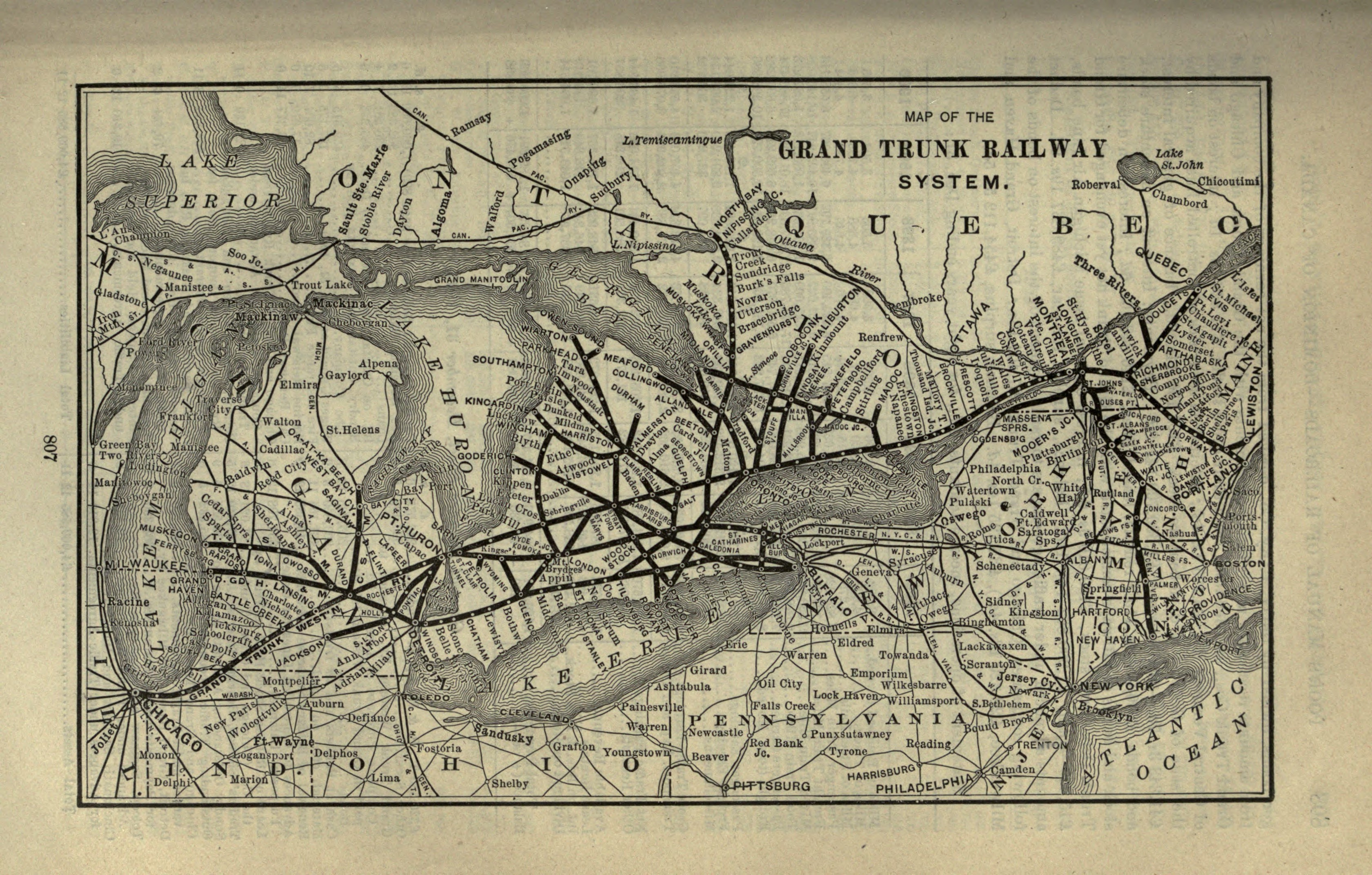
Mappa delle linee GTR; sulla destra la Portland-Montréal ex A&StL

La linea attraversa il confine tra Canada e Stati Uniti a Norton, nel Vermont.

## Storia

### Premesse
La necessità di linea ferroviaria di collegamento tra il porto di Portland e Sherbrooke, nel Quebec, allo scopo di convogliare sul porto atlantico, libero dai ghiacci in inverno, il traffico merci da Montréal fu esposta nel 1844 dall'imprenditore John A. Poor allo scopo di battere sul tempo un progetto concorrente che promuoveva il collegamento verso il porto di Boston in Massachusetts. La linea era importante per il Maine e Portland in quanto a quel tempo si era verificato un vero e proprio boom dell'attività tessile nel New England con numerose fabbriche che richiedevano manodopera presente in abbondanza nell'area franco-canadese e per varie ragioni c'era necessità di importare grano dalle colonie canadesi. Il progetto convinse le autorità canadesi che lo preferirono a quello di Boston.

### Nasce Atlantic and St. Lawrence Railroad
La società Atlantic and St. Lawrence Railroad fu costituita in Maine il 10 febbraio 1845, nel New Hampshire il 30 luglio 1847 e nel Vermont il 27 ottobre 1848 con lo scopo di costruire le tratte costitutive della linea da Portland e il nord-est del Vermont. La ferrovia in origine adottò lo scartamento largo di 1.676 mm . La costruzione ebbe inizio da Portland il 4 luglio 1846 e la prima tratta fino a Yarmouth fu aperta il 20 luglio 1848. Una tratta lungo il Royal River fino a Danville (poi Auburn) venne aperta in ottobre del 1848 e a febbraio del 1849 giunse a Mechanic Falls. La costruzione proseguì lungo il fiume Little Androscoggin fino a Oxford aprendo a settembre 1849 e fino a Paris in marzo 1850. La costruzione venne poi completata lungo il fiume Alder e il fiume Androscoggin, giungendo a Bethel, nel marzo 1851. Altre tratte furono aperte nel New Hampshire per Gorham il 23 luglio 1851 e Northumberland il 12 luglio 1852; l'intera distanza fino a Island Pond (Vermont) fu completata il 29 gennaio 1853. La St. Lawrence and Atlantic Railway (l'omologa costituita in Canada) fu incaricata di costruire la parte di linea in Quebec; l'incontro delle squadre di costruzione delle due direzioni avvenne a Island Pond il 4 agosto 1851. L'esercizio regolare iniziò il 4 aprile 1853 tra Montréal (Saint-Lambert) e Portland. William Pitt Preble fu il primo presidente della compagnia. 

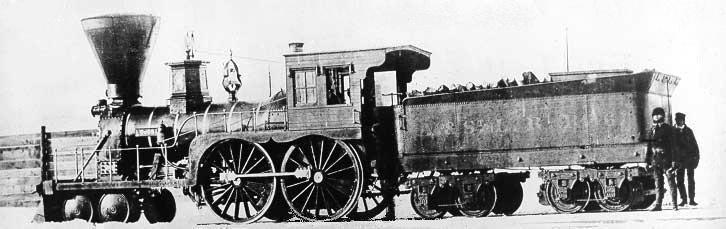
Locomotiva n. 6 "Coos" della A&StL, fabbricata dalla Portland Company

### Parco locomotive a vapore della Atlantic and St. Lawrence Railroad
| Numero A&StL | Nome              | Anno consegna | Rodiggio | Massa | Fabbrica numero di fabbricazione | Numero GTR    |
| ------------ | ----------------- | ------------- | -------- | ----- | -------------------------------- | ------------- |
| x            | Pathfinder        | 1848          |          |       | costruz. britannica              | (accantonata) |
| x            | ?                 | 1848          |          |       | costruz. britannica;             | (accantonata) |
| x            | Bristol           | 1848          |          |       | costruz. britannica; usata       | (accantonata) |
| 1            | Montreal          | 1848          | 2-2-0    | 23 t  | Portland Company # 2             | 101           |
| 2            | Machigonne        | 1848          | 2-2-0    | 23 t  | Portland Company # 5             | 102           |
| 3            | Oxford            | 1849          | 2-2-0    | 22 t  | Portland Company # 6             | 103           |
| 4            | William P. Preble | 1849          | 2-2-0    | 24 t  | Portland Company # 8             | 104           |
| 5            | Waterville        | 1949          | 2-2-0    | 22 t  | Portland Company # 13            | 105           |
| 6            | Coos              | 1850          | 2-2-0    | 22 t  | Portland Company # 14            | 106           |
| 7            | Felton            | 1851          | 2-2-0    | 22 t  | Portland Company # 19            | 107           |
| 8            | Railway King      | 1851          | 2-2-0    | 24 t  | Portland Company # 20            | 108           |
| 9            | Casco             | 1851          | 2-2-0    | 22 t  | Portland Company # 28            | 109           |
| 10           | Forest City       | 1852          | 2-2-0    | 22 t  | Portland Company # 29            | 110           |
| 11           | Danville          | 1852          | 2-2-0    | 20 t  | Portland Company # 30            | 111           |
| 12           | Falmouth          | 1852          | 2-2-0    | 22 t  | Portland Company # 32            | 112           |
| 13           | Daniel Webster    | 1852          | 2-2-0    | 22 t  | Portland Company # 36            | 113           |
| 14           | Cumberland        | 1853          | 2-2-0    | 24 t  | Portland Company # 40            | 114           |
| 15           | Nulhegan          | 1853          | 2-2-0    | 21 t  | Portland Company # 42            | 115           |
| 16           | Paris             | 1853          | 2-2-0    | 23 t  | Portland Company # 43            | 116           |
| 17           | Norway            | 1853          | 2-2-0    | 24 t  | Portland Company # 41            | 117           |
| 18           | Yarmouth          | 1853          | 2-2-0    | 24 t  | Portland Company # 45            | 118           |
| 19           | Amonoosuc         | 1853          | 2-2-0    | 24 t  | Portland Company # 46            | 119           |
| 20           | Gloucester        | 1853          | 2-2-0    | 23 t  | Portland Company # 44            | 120           |
| 21           | Vermont           | 1853          | 2-2-0    | 24 t  | Portland Company # 48            | 121           |
| 22           | Gorham            | 1853          | 2-2-0    | 22 t  | Portland Company # 49            | 122           |
| 23           | J.S.Little        | 1853          | 2-2-0    | 23 t  | Portland Company # 56            | 123           |
| 24           | United States     | 1854          | 2-2-0    | 24 t  | Hinkley Locomotive Works # 504   | 124           |
| 25           | Canada            | 1854          | 2-2-0    | 24 t  | Hinkley Locomotive Works # 505   | 125           |
| 26           | Jenny Lind        | 1850          | 2-2-0    | 25 t  | Portland Company # 18            | (accantonata) |
| 27           | Consuelo          | 1852          | 2-2-0    | 23 t  | Portland Company # 31            | (accantonata) |

### Subentro della Grand Trunk Railway
Quattro mesi dopo l'inaugurazione dell'intera linea, il 5 agosto 1853, la società Grand Trunk Railway (GTR) formalizzò l'affitto della sezione americana con l'obbiettivo di fornire alla sua linea Toronto-Montréal lo sbocco ad est sull'Atlantico e il porto di Portland. 
La linea di Portland era importante per l'attività della GTR in quanto si era nel periodo di maggiore sviluppo industriale del tessile nel New England e dell'importazione del grano canadese.
Dopo il dissesto della Grand Trunk Railway, la Atlantic & St. Lawrence divenne parte della rete Canadian National. Il suo "corporate name" scomparve nel 1959.